# Ренвил (окръг, Минесота)
Вижте пояснителната страница за други значения на Ренвил.
Окръг Ренвил (на английски: Renville County) е окръг в щата Минесота, Съединени американски щати. Площта му е 2556 km², а населението - 17 154 души (2000). Административен център е град Оливия.